# Seznam cerkva v Sloveniji (U)
|  | Seznam cerkva: A B C Č D E F G H I J K L M N O P R S Š T U V W Z Ž |

## Ubald Baldassini
| Slika                     | Cerkev | Naselje | Župnija | Škofija |
| ------------------------- | ------ | ------- | ------- | ------- |
| Klikni za spremembo slike | Ubald  | Cerkno  | Cerkno  | KP      |

## Ulrik Augsburški
| Slika                     | Cerkev | Naselje               | Župnija                     | Škofija |
| ------------------------- | ------ | --------------------- | --------------------------- | ------- |
| Klikni za spremembo slike | Urh    | Begunje na Gorenjskem | Begunje na Gorenjskem       | LJ      |
| Klikni za spremembo slike | Urh    | Bovec                 | Bovec                       | KP      |
| Klikni za spremembo slike | Urh    | Branik                | Branik                      | KP      |
| Klikni za spremembo slike | Urh    | Brezje pri Bojsnem    | Pišece                      | CE      |
| Klikni za spremembo slike | Urh    | Cerovec pri Trebelnem | Trebelno                    | NM      |
| Klikni za spremembo slike | Urh    | Čadraže               | Šentjernej                  | NM      |
| Klikni za spremembo slike | Urh    | Čateška Gora          | Čatež - Zaplaz              | NM      |
| Klikni za spremembo slike | Urh    | Dovže                 | Št. Ilj pod Turjakom        | MB      |
| Klikni za spremembo slike | Urh    | Gaberke               | Šoštanj                     | CE      |
| Klikni za spremembo slike | Ulrik  | Gornje Brezovo        | Sevnica                     | CE      |
| Klikni za spremembo slike | Urh    | Hiteno                | Sv. Trojica nad Cerknico    | LJ      |
| Klikni za spremembo slike | Urh    | Hotemaže              | Šenčur                      | LJ      |
| Klikni za spremembo slike | Urh    | Kremenica             | Ig                          | LJ      |
| Klikni za spremembo slike | Urh    | Laže                  | Senožeče                    | KP      |
| Klikni za spremembo slike | Urh    | Lesično               | Pilštanj                    | CE      |
| Klikni za spremembo slike | Urh    | Leskovica             | Leskovica                   | LJ      |
| Klikni za spremembo slike | Urh    | Ljubljana             | Sostro                      | LJ      |
| Klikni za spremembo slike | Urh    | Ljubljana             | Sostro                      | LJ      |
| Klikni za spremembo slike | Urh    | Maršiči               | Sv. Gregor                  | LJ      |
| Klikni za spremembo slike | Ulrik  | Podgorje              | Podgorje pri Slovenj Gradcu | MB      |
| Klikni za spremembo slike | Urh    | Podolnica             | Horjul                      | LJ      |
| Klikni za spremembo slike | Urh    | Ravenska vas          | Zagorje ob Savi             | LJ      |
| Klikni za spremembo slike | Urh    | Ravne pri Cerknem     | Cerkno                      | KP      |
| Klikni za spremembo slike | Urh    | Rovišče pri Studencu  | Studenec                    | NM      |
| Klikni za spremembo slike | Urh    | Slančji Vrh           | Tržišče                     | NM      |
| Klikni za spremembo slike | Urh    | Smlednik              | Smlednik                    | LJ      |
| Klikni za spremembo slike | Urh    | Strojna               | Strojna                     | MB      |
| Klikni za spremembo slike | Urh    | Šenturška Gora        | Šenturška Gora              | LJ      |
| Klikni za spremembo slike | Urh    | Tolmin                | Tolmin                      | KP      |
| Klikni za spremembo slike | Urh    | Urh                   | Tinje                       | MB      |
| Klikni za spremembo slike | Urh    | Veliki Gaber          | Veliki Gaber                | NM      |
| Klikni za spremembo slike | Urh    | Veliko Ubeljsko       | Hrenovice                   | KP      |
| Klikni za spremembo slike | Urh    | Vihre                 | Leskovec pri Krškem         | NM      |
| Klikni za spremembo slike | Urh    | Vranja Peč            | Vranja Peč                  | LJ      |
| Klikni za spremembo slike | Urh    | Zaplana               | Zaplana                     | LJ      |
| Klikni za spremembo slike | Urh    | Zavratec              | Godovič                     | KP      |
| Klikni za spremembo slike | Urh    | Žabnica               | Žabnica                     | LJ      |
| Klikni za spremembo slike | Urh    | Žaloviče              | Šmarjeta                    | NM      |
| Klikni za spremembo slike | Urh    | Žiganja vas           | Križe                       | LJ      |

## Urban I.
| Slika                     | Cerkev | Naselje                   | Župnija                      | Škofija |
| ------------------------- | ------ | ------------------------- | ---------------------------- | ------- |
| Klikni za spremembo slike | Urban  | Cmereška Gorca            | Sv. Ema                      | CE      |
| Klikni za spremembo slike | Urban  | Dane                      | Stari trg pri Ložu           | LJ      |
| Klikni za spremembo slike | Urban  | Destrnik                  | Sv. Urban - Destrnik         | MB      |
| Klikni za spremembo slike | Urban  | Dobrovlje                 | Nazarje                      | CE      |
| Klikni za spremembo slike | Urban  | Godovič                   | Godovič                      | KP      |
| Klikni za spremembo slike | Urban  | Gorenja Dobrava           | Trata - Gorenja vas          | LJ      |
| Klikni za spremembo slike | Urban  | Gorenje Vrhpolje          | Šentjernej                   | NM      |
| Klikni za spremembo slike | Urban  | Gorica pri Slivnici       | Slivnica pri Celju           | CE      |
| Klikni za spremembo slike | Urban  | Gornja Težka Voda         | Stopiče                      | NM      |
| Klikni za spremembo slike | Urban  | Grabrovec                 | Metlika                      | NM      |
| Klikni za spremembo slike | Urban  | Kozji Vrh nad Dravogradom | Pernice                      | MB      |
| Klikni za spremembo slike | Urban  | Lokavec                   | Lokavec                      | KP      |
| Klikni za spremembo slike | Urban  | Podraga                   | Podnanos                     | KP      |
| Klikni za spremembo slike | Urban  | Radelca                   | Remšnik                      | MB      |
| Klikni za spremembo slike | Urban  | Šober                     | Kamnica                      | MB      |
| Klikni za spremembo slike | Urban  | Tominje                   | Podgrad                      | KP      |
| Klikni za spremembo slike | Urban  | Vrhe                      | Stari trg pri Slovenj Gradcu | MB      |

## Uršula
| Slika                     | Cerkev | Naselje             | Župnija                             | Škofija |
| ------------------------- | ------ | ------------------- | ----------------------------------- | ------- |
| Klikni za spremembo slike | Uršula | Bojtina             | Sv. Martin na Pohorju               | MB      |
| Klikni za spremembo slike | Uršula | Borovak pri Podkumu | Šentjurij - Podkum                  | LJ      |
| Klikni za spremembo slike | Uršula | Golobinjek          | Mirna Peč                           | NM      |
| Klikni za spremembo slike | Uršula | Jagršče             | Cerkno                              | KP      |
| Klikni za spremembo slike | Uršula | Jazbina             | Stari trg pri Slovenj Gradcu        | MB      |
| Klikni za spremembo slike | Uršula | Lanišče             | Škofljica                           | LJ      |
| Klikni za spremembo slike | Uršula | Mali Rigelj         | Poljane - Dolenjske Toplice         | NM      |
| Klikni za spremembo slike | Uršula | Pevno               | Stara Loka                          | LJ      |
| Klikni za spremembo slike | Uršula | Prepolje            | Št. Janž na Dravskem Polju - Starše | MB      |
| Klikni za spremembo slike | Uršula | Setnica             | Polhov Gradec                       | LJ      |
| Klikni za spremembo slike | Uršula | Srednje Bitnje      | Kranj - Šmartin                     | LJ      |
| Klikni za spremembo slike | Uršula | Vodule              | Dramlje                             | CE      |